# Similaun
El Similaun (3607 m s. n. m.) es una montaña en los Alpes réticos orientales (subsección Alpes de Ötztal). Se encuentra sobre la frontera entre Austria (Tirol) e Italia (Trentino-Alto Adigio).
Por su altura es la sexta montaña de Austria.
Fue escalada por vez primera en el año 1834 por los alpinistas Josef Raffeiner y Theodor Kaserer. La montaña es particularmente conocida porque en 1991, los turistas alemanes Helmut Simon y Erika Simon descubrieron en sus laderas la momia del Similaun.

## Enlaces externos

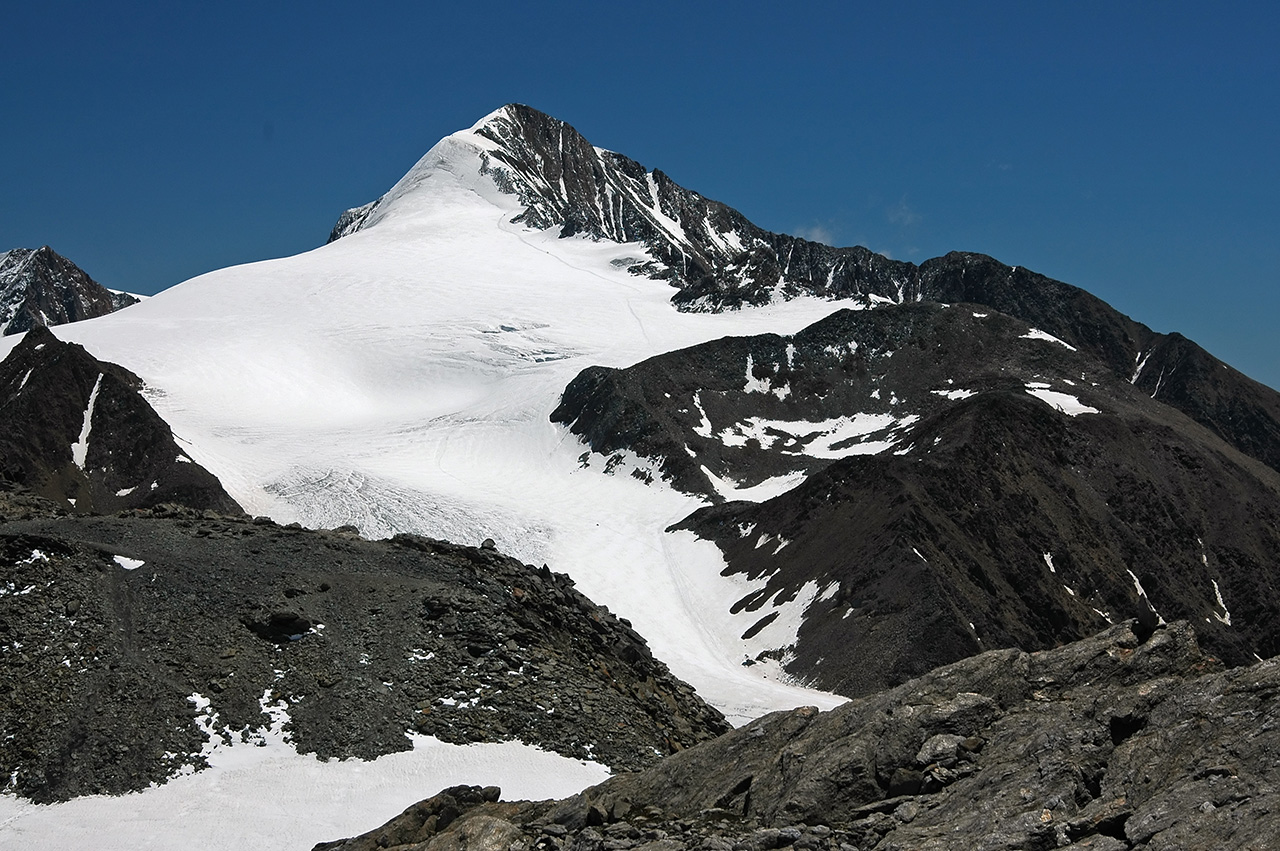
Foto del monte Similaun desde el valle de Ötz.